# Osimo
Osimo är en ort och kommun i provinsen Ancona i regionen Marche i Italien. Kommunen hade 35 007 invånare (2018).
Osimo är en stad och en kommun i provinsen Ancona i Marche i Italien. Kommunen hade 35 007 invånare (2018) och gränsar till kommunerna Ancona, Camerano, Castelfidardo, Filottrano, Montefano, Offagna, Polverigi, Recanati och Santa Maria Nuova.
Osimo går tillbaka på den gamla picenska staden Auximum.